# Masacre de Chancay
La masacre de Chancay ocurrió el 12 de julio de 1991, cuando el grupo terrorista Sendero Luminoso asesinó a miembros de la Agencia Japonesa de Cooperación Internacional ubicado en las afueras del distrito de Chancay, Huaral (Lima), al suroeste de Perú.

## Antecedentes
El sentimiento antijaponés en Perú siempre existió, pero durante la Segunda Guerra Mundial se registraron pogromos contra japoneses y sus descendientes.

## Eventos
En la Estación Experimental Agraria Donoso en la carretera que une las localidades de Chancay y Huaral en la provincia de Huaral, Lima, Perú. Se encontraban miembros de la Agencia Japonesa de Cooperación Internacional (JICA, por sus siglas en inglés) que para ese momento colaboraban con el Instituto Nacional de Innovación Agraria (INIA) para ver la mejora de la agricultura peruana. Los otros tres peruanos campesinos y el conductor peruano-japonés también se incluyen como víctimas.
El 12  de julio de 1991, dieciocho militantes de Sendero Luminoso ingresaron a la sede del JICA-INIA, desalojando violentamente a los 200 trabajadores, a los cuales los dejaron por no ser de origen japonés. Por el contrario, los tres miembros de la delegación nipona fueron ultimados dentro del JICA-INIA. Los terroristas, luego de asesinar a los extranjeros, realizaron pintadas con la frase Viva el equilibrio estratégico y Viva el presidente Gonzalo, en referencia a su máximo líder Abimael Guzmán que se hace llamar a sí mismo como Presidente Gonzalo.
También destruyeron la sede de JICA-INIA. Además de los ataque en la sede central, Sendero Luminoso ese mismo día, en otro punto de Chancay, asesinó a tres granjeros que colaboraban con JICA en una de sus granjas de la provincia de Huaral y a un ciudadano peruano-japonés lo acribillaron hasta destrozarle el rostro desde fuera de su auto, solo por su origen racial, aunque no tuviera relación alguna con JICA-INIA.

## Víctimas
Los ejecutados de la delegación japonesa de JICA fueron:
- Kiyotada Miyagawa
- Hiroshi Nakanishi
- Seibun Kinra

Dicha delegación había llegado al Perú en 1987, la delegación estaba conformada por nueve miembros, los otros seis no se encontraban en la sede del JICA-INIA al momento de la masacre. Posteriormente se registró que Sendero Luminoso también asesinó en la sede JICA-INIA a un agricultor peruano que se negó a abandonar la sede. Los otros campesinos y ciudadano peruano-japonés asesinados también forman parte de la masacre.

## Atacantes
Sendero Luminoso mostró un fuerte sentimiento antijaponés, ya que los objetivos de la masacre era amedrentar al entonces nuevo presidente Alberto Fujimori y a otros altos funcionarios del gobierno peruano, que eran hijos de inmigrantes japoneses. Luego de la masacre, los insurgentes comenzaron a acosar a pequeños empresarios de origen japonés-peruano. Otro de los objetivos de Sendero era crear un nacionalismo chauvinista de los peruanos de origen andino contra los asiáticos.
Aunque ya la guerrilla había asesinado a trabajadores extranjeros de otras nacionalidades; pero contra los japoneses fueron particularmente racistas y xenofóbicos. Entre otros motivos de la masacre, los insurgentes querían hacer colapsar la economía mediante la retirada de las inversiones extranjeras.
Los inmigrantes japoneses expresaron que el incipiente sentimiento antifujimorista se terminaba unificando con el sentimiento antijaponés. El residente peruano-japonés Juan Kanashiro, que fungía como portavoz de la comunidad expresó lo siguiente:

Realmente hay muy poco que podamos hacer contra este tipo de violencia.

## Secuelas
El Gobierno de Japón retiró a 52 funcionarios que estaban como voluntarios en trabajos humanitarios en Perú, pero mantuvieron a 33 miembros de la Agencia Japonesa de Cooperación Internacional. La Embajada de Japón en Lima envió guardias adicionales para resguardar las sede de JICA en el norte peruano.
La sede JICA-INIA fue renombrada como Estación Experimental Agraria "Donoso-Kiyotada Miyagawa", en honor a Kiyotada Miyagawa, el líder de la delegación japonesa de 1991.
En 2016, 2017 y 2019 la embajada japonesa en Perú rindió honores a la memoria de los fallecidos durante la masacre.